# Бланкин (лунный кратер)
Кратер Бланкин (лат. Blanchinus), не путать с кратером Бланкан (лат. Blancanus) — крупный ударный кратер в гористой материковой области центральной части видимой стороны Луны. Название дано в честь профессора гражданского и церковного права, математики и астрономии в университете Феррары, астролога при княжеском дворе, Джованни Бьянкини (1410—1469) и утверждено Международным астрономическим союзом в 1935 г. Образование кратера относится к донектарскому периоду.

## Описание кратера

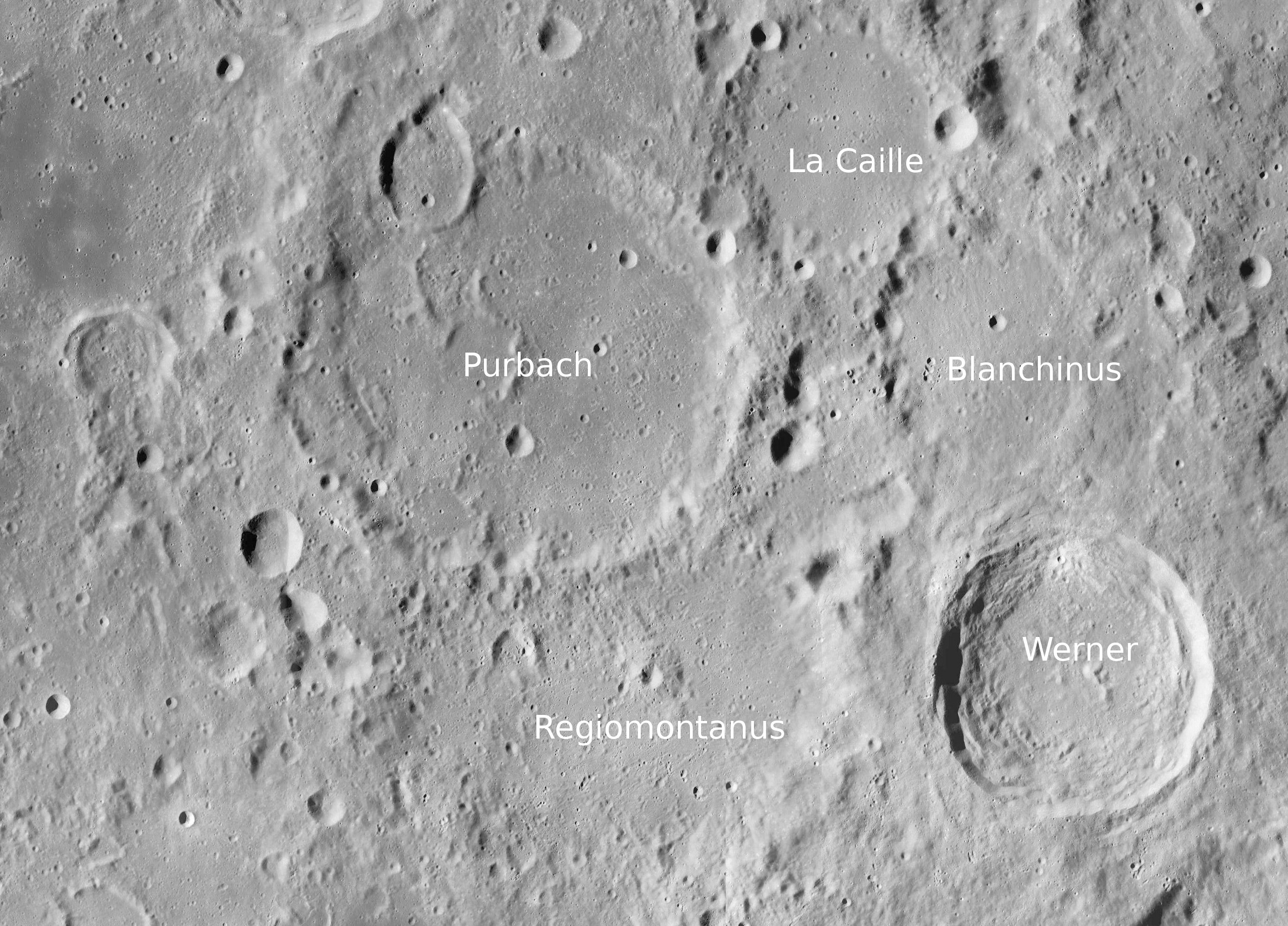
Окрестности кратера Бланкин. Снимок зонда Lunar Reconnaissance Orbiter.

Ближайшими соседями кратера являются кратер Пурбах на западе; кратер Лакайль на северо-западе; кратер Вернер на юге и кратер Региомонтан на юго-западе. Селенографические координаты центра кратера 25°19′ ю. ш. 2°26′ в. д. / 25,32° ю. ш. 2,44° в. д., диаметр 59,9 км, глубина 1,16 км.
Вал кратера существенно разрушен последующими импактами, превратившись в кольцо хребтов и холмов. Высота вала над окружающей местностью составляет 1220 м, объем кратера приблизительно 940 км³. Дно чаши кратера сравнительно ровное, отмечено лишь небольшим количеством мелких кратеров.

## Сателлитные кратеры

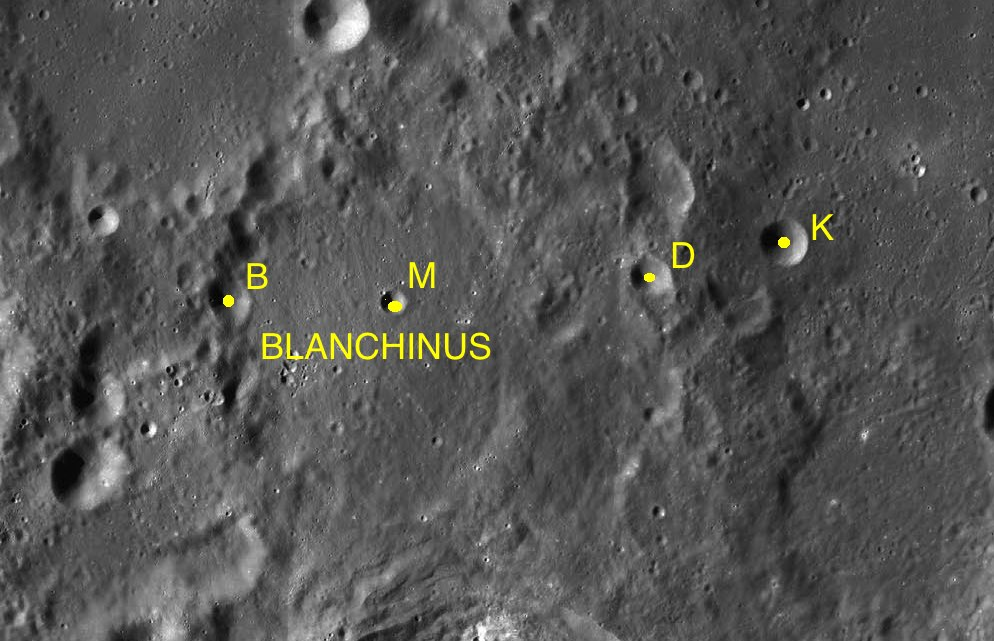
Фрагмент карты LAC-95.

| Бланкин | Координаты                                          | Диаметр, км |
| ------- | --------------------------------------------------- | ----------- |
| B       | 25°14′ ю. ш. 1°33′ в. д. / 25,23° ю. ш. 1,55° в. д. | 7,2         |
| D       | 25°02′ ю. ш. 4°10′ в. д. / 25,03° ю. ш. 4,17° в. д. | 6,9         |
| K       | 24°49′ ю. ш. 4°59′ в. д. / 24,81° ю. ш. 4,99° в. д. | 8,3         |
| M       | 25°13′ ю. ш. 2°35′ з. д. / 25,22° ю. ш. 2,58° з. д. | 4,1         |